# Emma Härdelin
Emma Härdelin (Kluk, Jämtland, 26 settembre 1975) è una musicista svedese, violinista e cantante del gruppo folk-rock Garmarna (con loro il primo album nel 1993) e anche cantante del gruppo folk Triakel.

## Biografia
Härdelin è nata in una famiglia di musicisti di fama nazionale come figlia del violinista tradizionale svedese Thore Härdelin. È cresciuta a Kluk, Jämtland, e Delsbo, Hälsingland. Dopo aver frequentato una scuola Waldorf e aver studiato canto popolare svedese con Maria Röjås a Malung folkhögskola, è diventata membro dei Garmarna nel 1993 e ha fondato i Triakel nel 1995 insieme a Kjell-Erik Eriksson degli Hoven Droven e Janne Strömstedt.
Nel 2004, è apparsa nell'album dei Blindside About a Burning Fire, nella canzone Shekina. Il 2005 ha visto l'uscita di Kärleksbrev och ryska satelliter, un album folk di Härdelin, Kersti Ståbi, Johanna Bölja Hertzberg e Katarina Hallberg. Si esibisce anche in una registrazione di musica svedese dall'Estonia intitolata Strand... Rand. Nel 2007, Emma ha pubblicato un album con le String Sisters, un sestetto con altri violinisti tra cui Mairéad Ní Mhaonaigh di Altan.